# René Lafforgue
René Lafforgue (* 26. März 1915 in Mende; † 15. Februar 2000 in Saint-Gaudens) war ein französischer Skirennläufer.

## Karriere
Lafforgue nahm 1932 an den Alpinen Skiweltmeisterschaften in Cortina d’Ampezzo teil, wobei er mit Rang 28 im Slalom sein bestes Ergebnis erzielte. 1936 wurde er für die Olympischen Winterspiele in Garmisch-Partenkirchen nominiert, konnte jedoch aufgrund einer Knieverletzung nicht an den Wettkämpfen teilnehmen.

## Privates
René Lafforgues Zwillingsbruder Maurice war ebenfalls Skirennläufer wie seine Nichten Britt und Ingrid.

## Erfolge

### Olympische Winterspiele
- Garmisch-Partenkirchen 1936: DNS Alpine Kombination

### Weltmeisterschaften
- Cortina d’Ampezzo 1932: 28. Slalom[2], 29. Kombination[3], 32. Abfahrt[4]